# Jaakko Suolahti

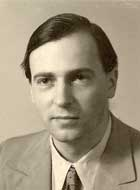
Jaakko Suolahti.

Jaakko Wilhelm Suolahti, född 18 januari 1918 i Brändö, Helsinge, död den 28 januari 1987 i Helsingfors, var en finländsk historiker. Han var son till Gunnar Suolahti.
Suolahti disputerade för filosofie licentiatgrad 1955. Han var 1947–1956 tjänsteman vid Riksarkivet och 1960–1981 professor i allmän historia vid Helsingfors universitet. Från 1962 till 1965 tjänstgjorde han som föreståndare för Finlands Rominstitut Villa Lante
Jaakko Suolahti intresserade sig för romarrikets social- och kulturhistoria samt de historiska relationerna mellan Finland och Italien.